# Scuola della Passione
La Scuola della Passione era una importante confraternita devozionale di Venezia, ne sopravvive la facciata dell'edificio costruito come sede in campo dei Frari, ormai trasformato in abitazioni private.

## Storia
Costituita forse nella prima metà XVI secolo in parrocchia di San Zulian (le prime scritture rintracciate datano al 1537) ma già nel 1572 si trasferì ai Frari, nella sede acquistata dalla Scuola dei Mercanti ormai trasferiti e uniti alla Scuola di San Cristoforo presso la Madonna dell'Orto.
Nel 1577 la sede sociale venne danneggiata da un incendio e dovette essere ristrutturata. I lavori finirono nel 1593 conferendo all'edificio l'aspetto attuale.
La scuola sebbene non facesse parte del gruppo delle grandi godeva di parte delle prerogative assegnate alle Scolae Magnae in base a uno speciale decreto emesso dal Consiglio dei X e guidava la processione del Giovedì Santo verso la Basilica di San Marco.
Grazie al riconoscimento di questa autorevolezza la scuola fu in grado di raccogliere numerosi associati e di accumulare un considerevole capitale. E in effetti la confraternita era proprietaria di numerosi edifici nella città di Venezia, di alcuni resta memoria nel toponimo di calle de la Passion in Casselleria tra Santa Maria Formosa e San Marco.
La scuola riuscì a sopravvivere per pochi anni ai decreti napoleonici del 1806 ma nel 1810 giunse lo scioglimento anche per essa: i suoi beni vennero dispersi e la sede trasformata in abitazioni.

## Descrizione
Il severo aspetto classicheggiante dell'edificio fa subito avvertire che si tratti di una costruzione a destinazione differente da quella civile sebbene, almeno oggi, manchi qualsiasi simbolo religioso e solo sull'architrave sia ancora ben leggibile l'iscrizione «scuola della passione».

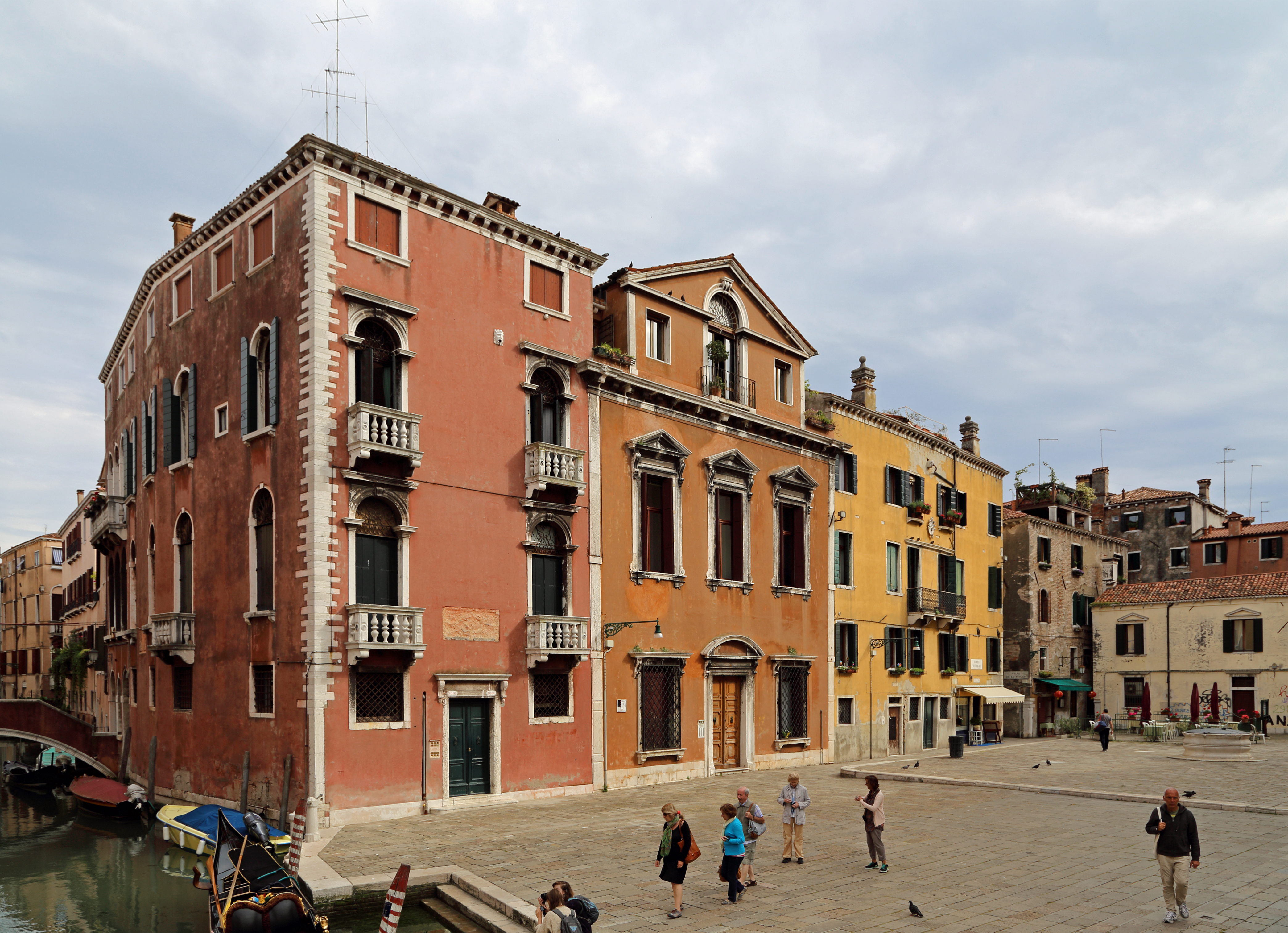
Campo dei Frari, al centro, tra due originari edifici abitativi, la Scuola della Passione

Il portale non è particolarmente imponente e se non fosse per la scritta detta e la riconoscibile sottrazione di un fregio all'interno del timpano centinato potrebbe appartenere ad un palazzo patrizio. La dimensione e la foggia delle tre finestre, col loro timpano triangolare sostenuto da alti modiglioni, rivelano invece lo scopo di illuminare un ampio e alto salone, adatto alle affollate riunioni del capitolo. Anomalo, e probabilmente rimaneggiato, appare comunque il timpano sull'attico con la sua grande finestra ad arco, tant'è che il Visentini lo omise nel suo rilievo oggi conservato al Royal Institute of British Architects.
Dell'interno sontuosamente arredato abbiamo solo il ricordo consegnatoci dalle antiche guide del Boschini o dello Zanetti: al piano terra era un altare ornato da due angeli scolpito da Giulio dal Moro nel 1602, tolto di qui finì in un non definito oratorio di Mira nel 1834; della pala di Palma il Giovane dedicata questo altare e degli altri dipinti al piano superiore, un soffitto in nove comparti. sempre del Palma. con al centro la Resurrezione di Cristo e affiancati quattro Profeti con Sibille e quattro Evangelisti, e alle pareti la tela della Passione di Cristo di Antonio Zecchini di fronte a un Cristo esibito al popolo, di Bartolomeo Scaligero, non esistono ulteriori notizie.